# 印度議會 (西班牙)

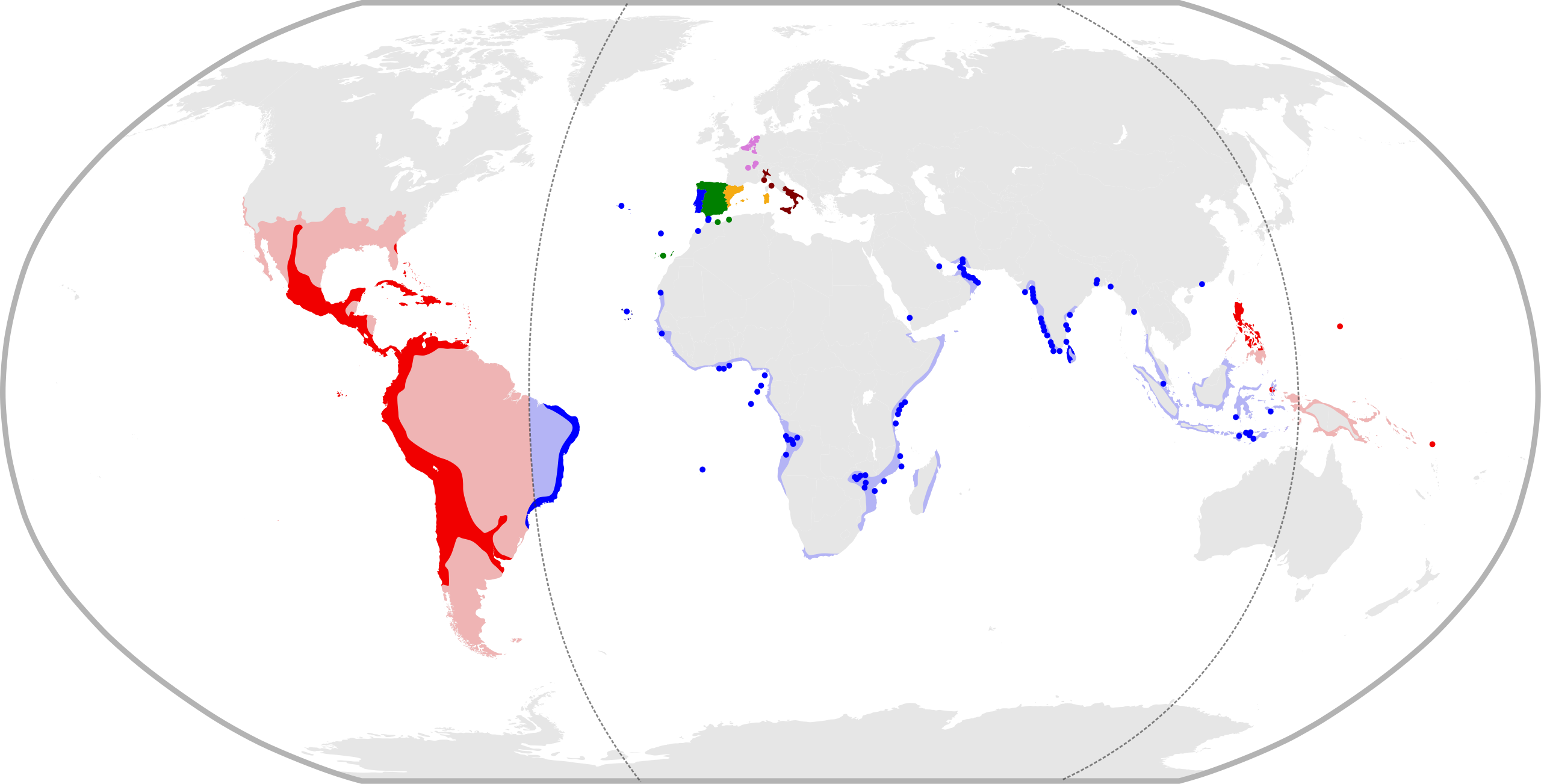
1598年西班牙帝國地圖
卡斯提亞議會管轄領土
阿拉貢議會管轄領土
葡萄牙議會管轄領土
義大利議會管轄領土
印度議會管轄領土
指派給法蘭德斯議會的管轄領土

印度議會，正式名稱為印度皇家最高議會（西班牙語：Real y Supremo Consejo de Indias），是西班牙帝國對美洲和亞洲最重要的行政機構。起初印度議會受到卡斯提亞議會的管轄，並擁有立法、行政和司法權。卡斯提亞王國藉由教宗亞歷山大六世的教宗詔書，將其美洲和亞洲的領土併入其王位的直屬領地。1812年被加的斯議會廢止，1814年費爾南多七世再次回復印度議會的設置，1834年伊莎貝拉二世將印度議會廢止，之後再未恢復設置。

## 歷史
卡斯提亞女王伊莎貝拉一世撤回授予哥倫布與最初幾名征服者的權力，由王室直接統治新領地。在16世紀後半前，處於構想階段的殖民政府組織仍未成形；而天主教雙王（伊莎貝拉一世和斐迪南二世）指派胡安·羅德里格斯·德·豐塞卡研究哥倫布的暴虐專政和對原住民與移民的惡政所導致的問題。羅德里格斯·德·豐塞卡成為了負責西印度殖民事務的大臣，並為殖民官僚體系打下基礎。他主持了一個議會，議員包括了卡斯提亞議會的議員，組成了印度委員會（西班牙語：Junta de Indias），有8名顧問。在1519年時，國王查理一世已經開始使用「印度議會」這個名稱來稱呼議會。然而印度議會正式成立則是在1524年8月1日。所有由議會作出的決定，必須每週（有時候每日）向國王報告，使得其權力超越了西印度當地政府，也超越了1503年於塞維亞創立，負責西印度海關的通商院。具有一定重要程度的民事訴訟會從新世界的皇家審問院上訴上來，印度議會扮演著最高法院的角色。
秘魯互相殘殺的征戰和不穩定的政治，加上巴托洛梅·德拉斯·卡薩斯為原住民人權不屈不撓的努力，促使卡洛斯一世1542年頒布《新法》，徹底改革議會。
塞維亞與遙遠殖民地之間的貿易，以及這些貿易必經的港口都由塞維亞的通商院掌控。通商院有權管理殖民地商業、移民出境和海上私人企業。
印度議會和王室對西印度事務的大量決議權和立法權，正式在1680年頒布的《西印度法》（西班牙語：Recompilación de las Leyes de Indias）中得到確立，並於1791年重新編寫。
印度議會的檔案保存在位於塞維亞的西印度群島綜合檔案館，歐洲史主要的檔案館之一。

## 出處
1. ↑  .   [2016-03-27]. （原始内容存档于2014-10-19）.
2. ↑  Gibson, Charles. . New York: Harper & Row. 1966: 92.
3. ↑  Gibson, 94-95.
4. ↑  Gibson, 100-102.
5. ↑  Gibson, 109-110, note 24.